# イカルイト

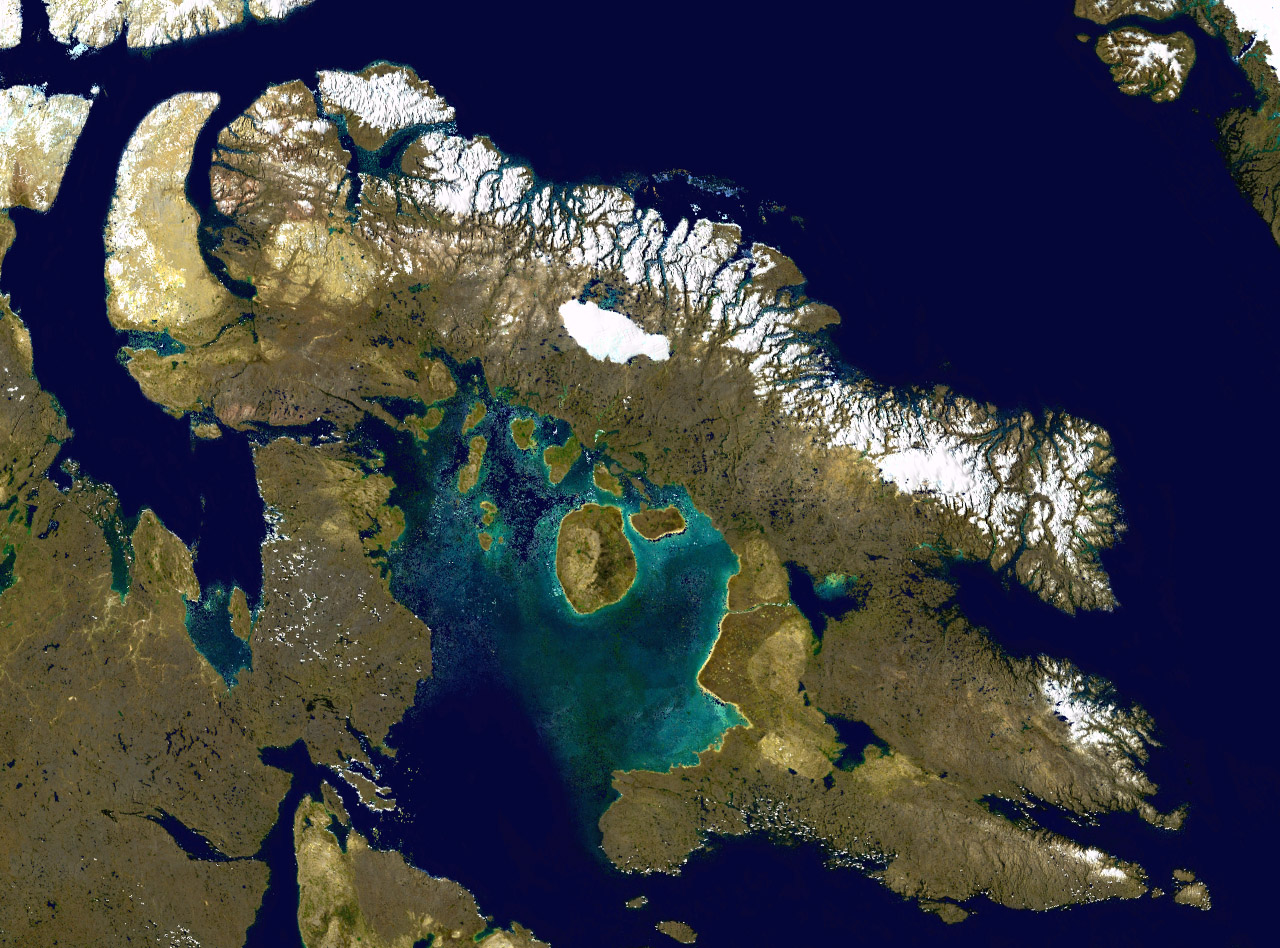
バフィン島とイカルイト 写真左上45度の方向が北で、画面の全域を占める島がバフィン島。島の南東側にある三つの半島のうち、北から2番目と3番目の半島に挟まれた海域がフロビッシャー湾で、湾の最深部の北岸にイカルイトの街が広がる。

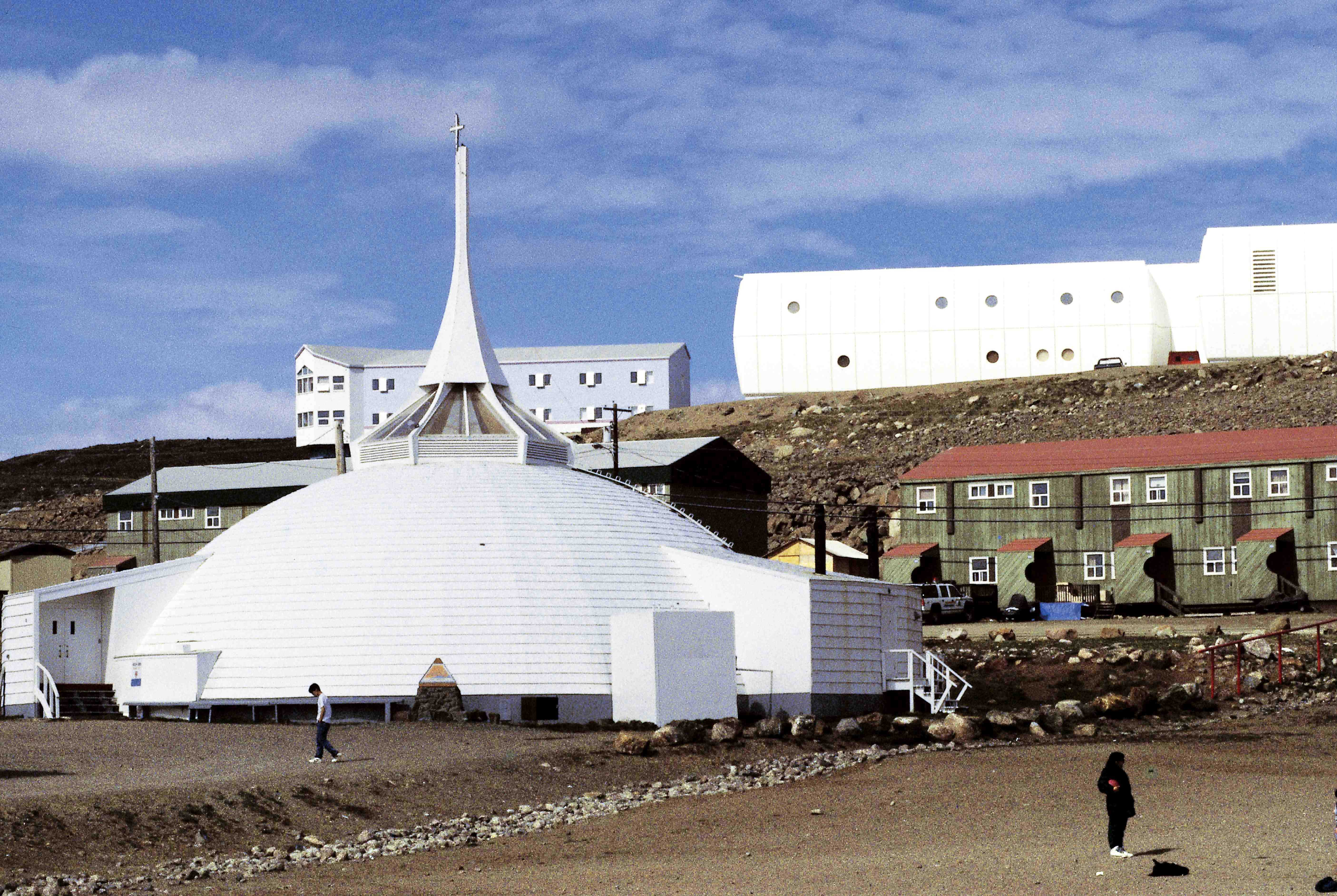
街のほぼ中央に位置するカナダ聖公会北極教区主教座聖堂の聖ユダ教会聖堂と周囲の建築物（イグルーを模した写真の聖堂は2005年11月に放火と思われる火災で焼失し、再建計画中である）

イカルイト（英: Iqaluit、イヌクティトゥット語: ᐃᖃᓗᐃᑦ）は、カナダのバフィン島南部、フロビッシャー湾の奥に位置する都市。ヌナブト準州の準州都である。人口は6,699人（2011年）で、住民の約6割はイヌイットである。かつては湾の名前を取ってフロビッシャー・ベイ（Frobisher Bay）という市名であったが、1987年に現在のイカルイトに改称された。1999年4月1日にノースウェスト準州から分割される形でヌナブト準州が設立されると、その準州都となった。クィキクタアルク地域（Qikiqtaaluk Region）の首府でもある。
トロントやモントリオールからの航空機の定期便もあり、現在急速に成長している都市のひとつである。2010年2月5日にはG7会議が開催された。

## 歴史
イカルイトの都市としての歴史は新しく、最初の常住者は1942年にアメリカ軍の航空基地が置かれた際にガイドを務めたイヌイット、ナカスク（Nakasuk）であった。それ以前は、この一帯は長くイヌイットたちの野営地や漁場であった。イヌイットたちはこの地を「大量の魚」を意味するイカルイトと呼んでいたが、アメリカ人・カナダ人は付近の湾にちなんでこの地に建設した都市をフロビッシャー・ベイと名付けた。
やがて1949年にハドソン湾会社がこの地に移転すると、フロビッシャー・ベイの人口は急増した。1950年代中盤に入ると遠距離早期警戒線（DEW）の基地が設置された関係で、建設労働者や軍人などがこの地へ移住してくるようになった。また、基地のもたらす雇用や医療サービスを求めてイヌイットたちも町に移入してきた。1957年には、市の人口約1,200人のうち489人がイヌイットであった。1959年にはカナダ政府がフロビッシャー・ベイへのイヌイットの常住を進めるため、同地での常勤医師、学校、社会基盤を含む行政サービスを始めた。
1963年、アメリカ空軍は遠距離早期警戒線の軍事的価値の低下に伴い、フロビッシャー・ベイの基地を廃止した。しかし、カナダ政府は引き続きフロビッシャー・ベイに支局を置き、東部北極地方の行政の要とした。1964年には市議会の選挙が行われ、1979年には初めての市長が誕生した。
1987年1月1日、市名はアメリカ人によってつけられたフロビッシャー・ベイから、イヌイットたちが伝統的に用いていたイカルイトという名に正式に改められた。1995年12月にはノースウェスト準州から分割する形でのヌナブト準州の設置が決まり、イカルイトが州都に選ばれた。1999年4月1日に正式にヌナブト準州が成立すると、イカルイトは正式にその州都になった。2001年4月19日には、イカルイトはカナダの正式な市となった。

## 地理
イカルイトは北緯63度45分0秒 西経68度31分0秒 / 北緯63.75000度 西経68.51667度に位置している。北極圏よりわずかに南ではあるが、付近を寒流のラブラドル海流が流れているため、カナダ国内の同緯度の地域に比べ、1年を通じて気温が低い。夏の平均気温は10℃を下回りケッペンの気候区分ではET（ツンドラ気候）に属する。樹木は育たず、露天での農耕は不可能である。
イカルイトの総面積は52.50km²、人口密度は127人/km²である。

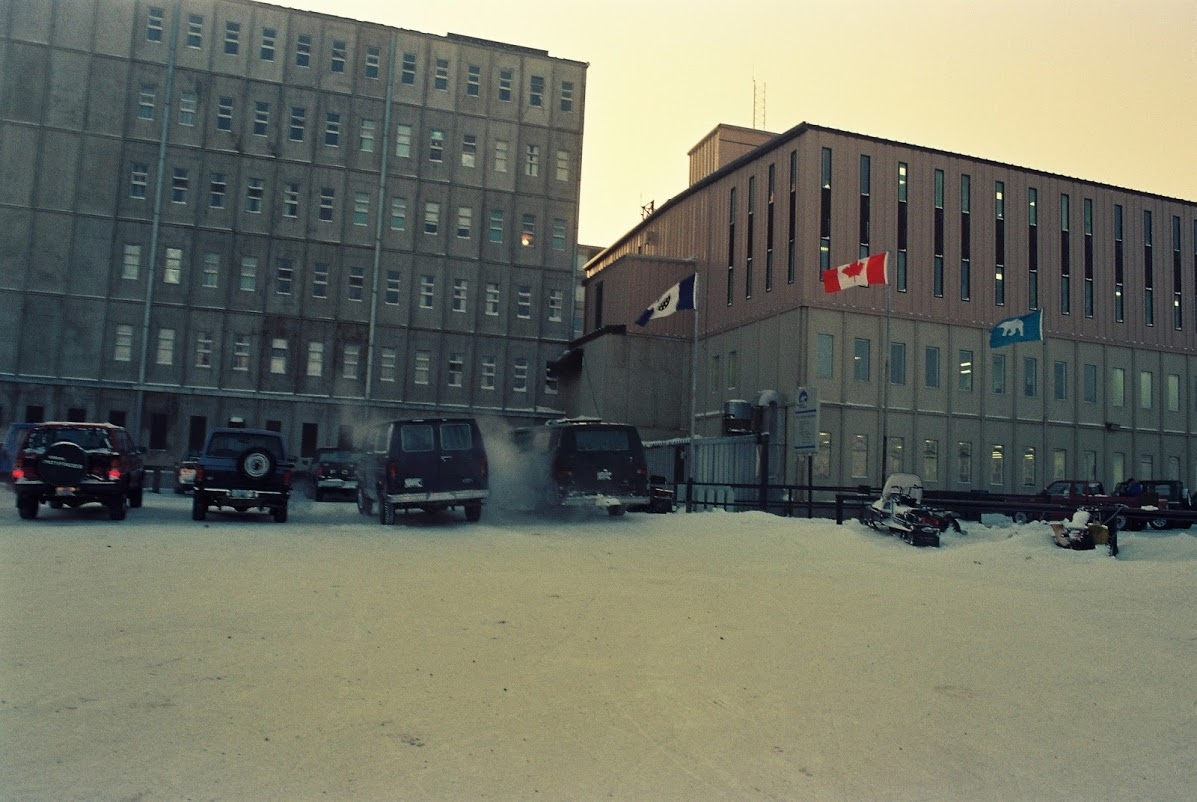
イカルイトの行政庁舎

イカルイトからバフィン島内陸部、北西方向へ150km進むと、南北100km、東西80kmに及ぶ島内で2番目に広い湖 Angmakjuak に達する。湖から流出する河川は長経10kmほどのジョーダン湖（Jordan）を経由し、イカルイトの南西2kmの地点でフロビッシャー湾に流れ込む。

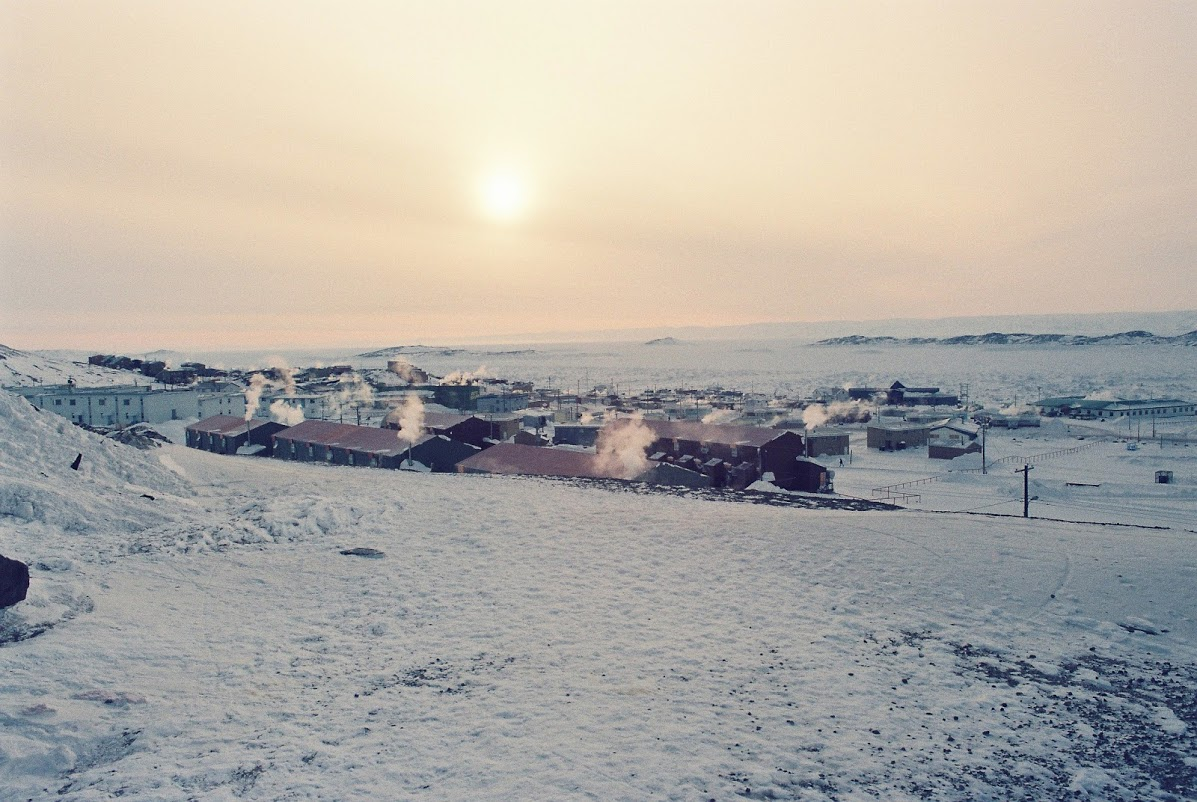
真冬のイカルイト市街地風景(1992/01)

イカルイトはフロビッシャー湾に直接接しているのではない。湾に存在する無数の小規模な湾に面している。奥行き3.5km、最大幅3km程度の小さな湾である。市街は北西から南東に延びる。長さ6km、幅1kmほどの地域にのみ建築物が広がる。公共投資が行き届いており、整備された道路に沿って住居や各種施設が並ぶ。都市の形状は不規則で、街路も複数の曲線をゆるやかに組み合わせた網の目を形成している。

### 気候
| イカルイト（イカルイト空港）(1981−2010年平均)の気候 | イカルイト（イカルイト空港）(1981−2010年平均)の気候 | イカルイト（イカルイト空港）(1981−2010年平均)の気候 | イカルイト（イカルイト空港）(1981−2010年平均)の気候 | イカルイト（イカルイト空港）(1981−2010年平均)の気候 | イカルイト（イカルイト空港）(1981−2010年平均)の気候 | イカルイト（イカルイト空港）(1981−2010年平均)の気候 | イカルイト（イカルイト空港）(1981−2010年平均)の気候 | イカルイト（イカルイト空港）(1981−2010年平均)の気候 | イカルイト（イカルイト空港）(1981−2010年平均)の気候 | イカルイト（イカルイト空港）(1981−2010年平均)の気候 | イカルイト（イカルイト空港）(1981−2010年平均)の気候 | イカルイト（イカルイト空港）(1981−2010年平均)の気候 | イカルイト（イカルイト空港）(1981−2010年平均)の気候 |
| 月                                                  | 1月                                                 | 2月                                                 | 3月                                                 | 4月                                                 | 5月                                                 | 6月                                                 | 7月                                                 | 8月                                                 | 9月                                                 | 10月                                                | 11月                                                | 12月                                                | 年                                                  |
| --------------------------------------------------- | --------------------------------------------------- | --------------------------------------------------- | --------------------------------------------------- | --------------------------------------------------- | --------------------------------------------------- | --------------------------------------------------- | --------------------------------------------------- | --------------------------------------------------- | --------------------------------------------------- | --------------------------------------------------- | --------------------------------------------------- | --------------------------------------------------- | --------------------------------------------------- |
| 最高気温記録 °C （°F）                              | 3.9 (39)                                            | 5.7 (42.3)                                          | 4.0 (39.2)                                          | 7.2 (45)                                            | 13.3 (55.9)                                         | 21.72 (71.1)                                        | 26.1 (79)                                           | 25.5 (77.9)                                         | 17.2 (63)                                           | 7.3 (45.1)                                          | 5.6 (42.1)                                          | 3.4 (38.1)                                          | 26.1 (79)                                           |
| 平均最高気温 °C （°F）                              | −22.8 (−9)                                          | −23.3 (−9.9)                                        | −18.3 (−0.9)                                        | −9.4 (15.1)                                         | −1.2 (29.8)                                         | 6.8 (44.2)                                          | 12.3 (54.1)                                         | 10.5 (50.9)                                         | 5.2 (41.4)                                          | −1.0 (30.2)                                         | −8.3 (17.1)                                         | −17.0 (1.4)                                         | −5.6 (21.9)                                         |
| 日平均気温 °C （°F）                                | −26.9 (−16.4)                                       | −27.5 (−17.5)                                       | −23.2 (−9.8)                                        | −14.2 (6.4)                                         | −4.4 (24.1)                                         | 3.6 (38.5)                                          | 8.2 (46.8)                                          | 7.1 (44.8)                                          | 2.6 (36.7)                                          | −3.7 (25.3)                                         | −12.0 (10.4)                                        | −21.3 (−6.3)                                        | −9.3 (15.3)                                         |
| 平均最低気温 °C （°F）                              | −30.9 (−23.6)                                       | −31.7 (−25.1)                                       | −28.1 (−18.6)                                       | −18.9 (−2)                                          | −7.6 (18.3)                                         | 0.5 (32.9)                                          | 4.1 (39.4)                                          | 3.6 (38.5)                                          | −0.1 (31.8)                                         | −6.4 (20.5)                                         | −15.8 (3.6)                                         | −25.5 (−13.9)                                       | −13.1 (8.4)                                         |
| 最低気温記録 °C （°F）                              | −45.0 (−49)                                         | −45.6 (−50.1)                                       | −44.7 (−48.5)                                       | −34.2 (−29.6)                                       | −26.1 (−15)                                         | −10.2 (13.6)                                        | −2.8 (27)                                           | −2.5 (27.5)                                         | −12.8 (9)                                           | −27.1 (−16.8)                                       | −36.2 (−33.2)                                       | −43.4 (−46.1)                                       | −45.6 (−50.1)                                       |
| 降水量 mm （inch）                                  | 19.7 (0.776)                                        | 18.7 (0.736)                                        | 18.7 (0.736)                                        | 27.5 (1.083)                                        | 29.2 (1.15)                                         | 33.0 (1.299)                                        | 51.9 (2.043)                                        | 69.5 (2.736)                                        | 55.2 (2.173)                                        | 33.3 (1.311)                                        | 27.2 (1.071)                                        | 19.9 (0.783)                                        | 403.7 (15.894)                                      |
| 降雪量 cm （inch）                                  | 21.7 (8.54)                                         | 21.0 (8.27)                                         | 21.6 (8.5)                                          | 31.5 (12.4)                                         | 27.6 (10.87)                                        | 9.3 (3.66)                                          | 0.0 (0)                                             | 0.9 (0.35)                                          | 13.2 (5.2)                                          | 29.4 (11.57)                                        | 29.7 (11.69)                                        | 23.4 (9.21)                                         | 229.3 (90.28)                                       |
| 平均降雨日数 （≥0.2 mm）                            | 0.0                                                 | 0.1                                                 | 0.0                                                 | 0.3                                                 | 1.4                                                 | 7.4                                                 | 12.7                                                | 16.7                                                | 10.6                                                | 2.2                                                 | 0.3                                                 | 0.0                                                 | 51.6                                                |
| 平均降雪日数 （≥0.2 cm）                            | 12.2                                                | 11.6                                                | 12.7                                                | 13.4                                                | 12.0                                                | 3.9                                                 | 0.1                                                 | 0.5                                                 | 7.2                                                 | 13.7                                                | 13.8                                                | 12.3                                                | 113.5                                               |
| % 湿度                                              | 65.3                                                | 64.6                                                | 65.4                                                | 72.8                                                | 76.4                                                | 72.6                                                | 69.4                                                | 72.6                                                | 75.6                                                | 78.1                                                | 76.6                                                | 71.5                                                | 71.7                                                |
| 平均月間日照時間                                    | 32.4                                                | 94.0                                                | 172.2                                               | 216.5                                               | 180.5                                               | 200.2                                               | 236.8                                               | 156.8                                               | 87.9                                                | 51.4                                                | 35.6                                                | 12.6                                                | 1,476.8                                             |
| 出典：                                              |                                                     |                                                     |                                                     |                                                     |                                                     |                                                     |                                                     |                                                     |                                                     |                                                     |                                                     |                                                     |                                                     |

## 交通
イカルイトは寒冷地の離島であるバフィン島に位置するため、1年を通して利用できる他地域との交通手段は航空機に限られる。近代的なイカルイト空港（Iqaluit Airport、IATA空港コード：YFB）が玄関口となっており、トロントやモントリオールからのエア・カナダの便がある。町の中央部から北西部にかけ、街路と並行に長さ2,700mの滑走路が延びる。

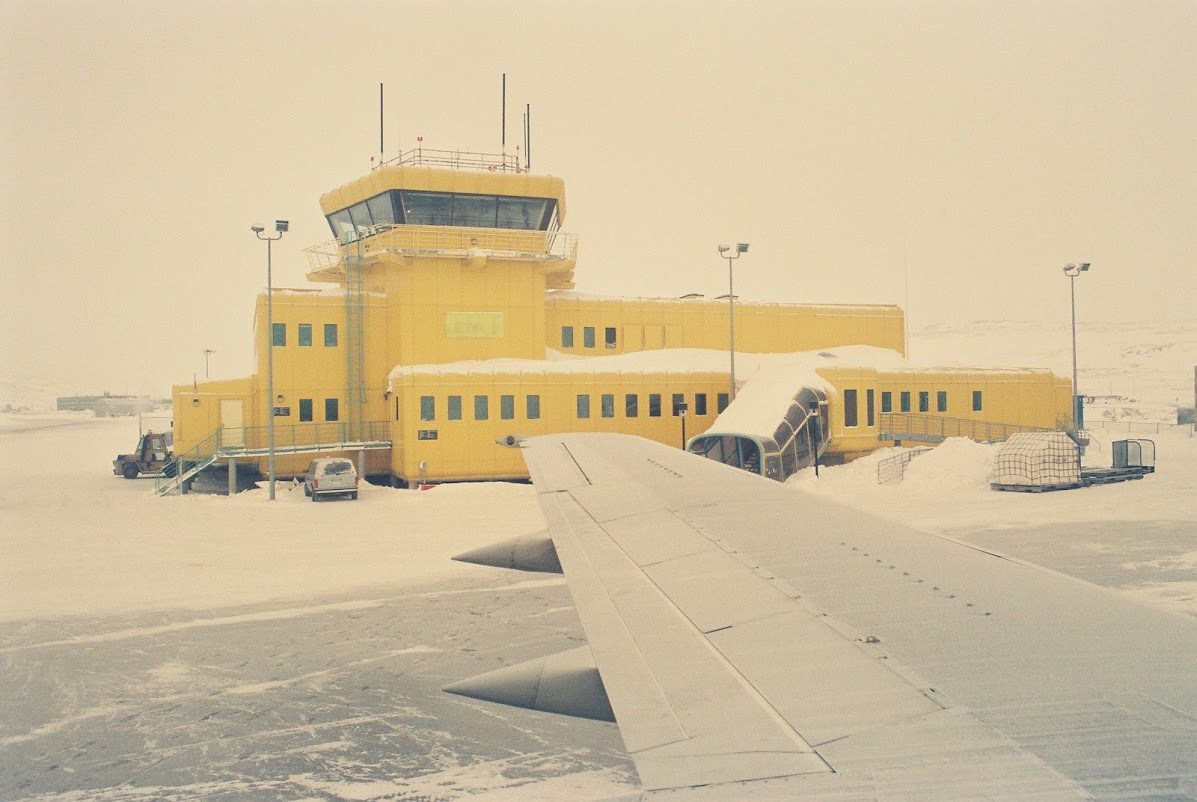
イカルイト空港(YFB)ターミナルビル(1992/01)

航空機のほかには船舶の便もあるが、周囲の海が氷結しない夏季に限られている。港湾施設は簡素であり、垂直にフロビッシャー湾に突き出す長さ250mの接岸用の岸壁が唯一の設備である。